# Тартар (озеро)
Тартар (араб. بحيرة الثرثار), — солонувате озеро в Іраку. Площа озера становить 2710 км², об'єм — 35.18 km³ — 85.59 km³ 
Знаходиться в 120 км на північ від Багдаду, розташоване в межиріччі Тигру і Євфрату .
Є найбільшим в Іраку. Слугувало для скидання паводкових вод до спорудження каскаду ГЕС на Тигрі вище рівня озера. Проте із спорудженням каскаду ГЕС, на початок ХХІ сторіччя, майже для цього не використовується. Води озера широко використовувалися для зрошення земель, проте велике випаровування озера Тартар призвело до засолення озера, що обумовлює непридатність озерної води для зрошення. Відбувається сезонна зміна рівня води. У зв'язку з кліматичними умовами дуже мало рослинності, за винятком рідкісних чагарників та дерев роду Ziziphus.